# Roland Hammerschmied
Roland Hammerschmied (* 10. November 1967 in Sokolov, Tschechoslowakei) ist ein deutscher Musiker und Kulturpreisträger seiner Heimatstadt Geretsried.

## Leben und Wirken
Roland Hammerschmieds Familie übersiedelte zehn Monate nach seiner Geburt nach Geretsried in Bayern. In der Kindheit erlernte er autodidaktisch das Spielen des Tenorhorns und weiterer Instrumente. Nach dem Abschluss der staatlichen Realschule Geretsried absolvierte er eine Ausbildung zum Chemikanten und anschließend zum Industriemeister Chemie. 1986 legte er im Rahmen der Bad Feilnbacher Chorwoche des Bayerischen Sängerbundes die Prüfung zum Chorleiter für Laienchöre ab.
Im September 1992 gründete er seinen bis heute bestehenden Chor „Mixed Voices“, welcher Jazz- oder Popsongs, modern Classics, Gospels und Spirituals bis hin zu klassischer geistlicher sowie zeitgenössischer Chormusik präsentiert. Neben regelmäßigen Konzerten im Landkreis Bad Tölz-Wolfratshausen führte das Vokalensemble verschiedene Konzertreisen in Deutschland sowie nach Österreich, Italien, die Schweiz und nach Indien durch.
Zudem sang Hammerschmied von 1997 bis 2014 im Münchner Rock- und Jazz-Chor „VoicesInTime“. 
Neben seiner Tätigkeit als Chorleiter und -sänger ist Hammerschmied ebenfalls Leiter der 1992 gegründeten „Gartenberger Bunkerblasmusik“. Des Weiteren spielt er seit 2015 gemeinsam mit Enno Strauß im „Enno-Strauß-Duo“ auf verschiedenen Veranstaltungen.
Hammerschmied hat als zweiter Vorsitzender der Egerländer Gmoi Geretsried außerdem die Leitung mehrerer Sing- und Tanzgruppen des Trachtenvereins inne.

## Auszeichnungen
- 2003: Förderpreis Volkstumspflege der sudetendeutschen Landsmannschaft[4]
- 2011: Kulturpreis der Stadt Geretsried in Anerkennung für sein kulturelles Engagement[2]
- 2016: Egerländer Kulturpreis „Johannes-von-Tepl“[5]
- 2018: Bronzene Bezirksmedaille des Bezirks Oberbayern für sein ehrenamtliches kulturelles Engagement[6]
- 2018: Isar-Loisach-Medaille für ehrenamtliche Volkstumspflege[7]
- 2024: Sudetendeutscher Kulturpreis für Volkstumspflege